# دنیاهای چندگانه

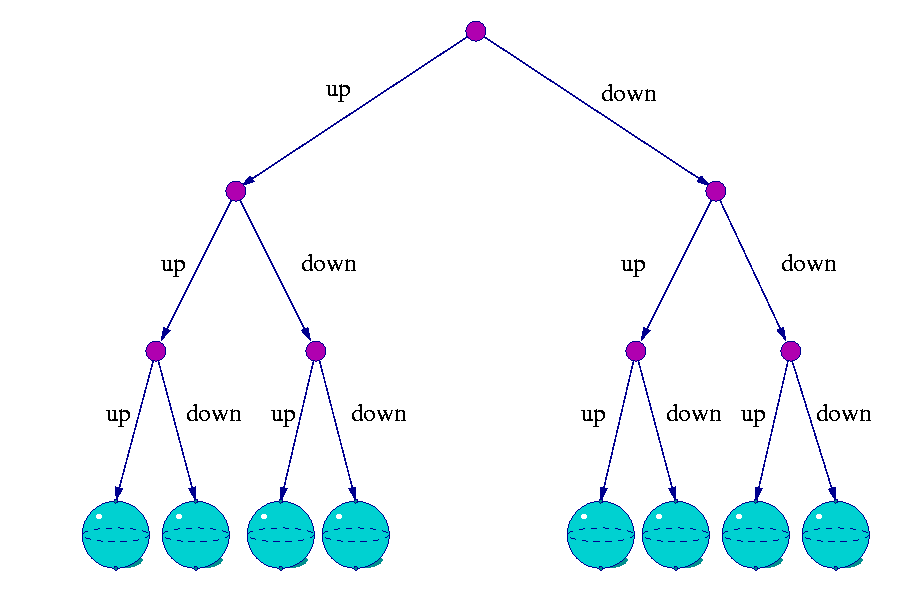
نمایشی از چند پاره شدن دنیاها پس از سه بار اندازه‌گیری اسپین یک الکترون

تفسیر دنیاهای چندگانه یکی از تفاسیر کاملاً تئوری از تفسیرهای مکانیک کوانتومی است.
این تفسیر را به این نام‌ها نیز می‌خوانند: فرمول‌بندی حالت نسبی، نظریهٔ تابع موج جهانی و دنیاهای موازی. تفسیر دنیاهای چندگانه در سال ۱۹۲۶ میلادی و زمانی مطرح شد که اروین شرودینگر نشان داد که از منظر ریاضیات، دنیای زیر اتمی دارای تصویری است که تار و مبهم دیده می‌شود.
تفسیر دنیاهای چندگانه، فروکاهی تابع موج را نمی‌پذیرد و این فروکاهیِ ظاهری را با سازوکار واهمدوسی کوانتومی توضیح می‌دهد. برخی می‌گویند که با این تفسیر همهٔ پارادوکس‌های مکانیک کوانتومی، از جمله پارادوکس EPR‎‎ حل می‌شوند، زیرا هرکدام از نتیجه‌های ممکن برای یک رویداد در «جهان جداگانه‌ای» رخ می‌دهد. به زبان دیگر، شمار بسیار زیادی (شاید بی‌نهایت) جهان وجود دارد و هرآنچه می‌توانست در دنیای ما رخ دهد (و رخ نداده‌ است) در جهان (های) دیگری رخ داده‌ است.
طرفداران این تفسیر می‌گویند که تفسیر دنیاهای چندگانه پاسخی به این پرسش است که «چگونه می‌توان با معادله‌های تعین‌گرایانهٔ مکانیک کوانتومی، پدیده‌های تصادفی (مانند واپاشی تصادفی اتم‌های پرتوزا) را توضیح داد؟» پیش از آن، رویدادها به شکل جهان‌خط‌های تکی دیده می‌شدند؛ ولی تفسیر دنیاهای چندگانه رویدادها را به شکل درخت‌هایی از جهان‌خط‌ها که شاخه‌ شاخه شده‌اند می‌بیند.
فرمول‌بندی حالت‌های نسبی را هیوْ اِوِرِت در سال ۱۹۵۷ بار آورد. در دهه‌های ۱۹۶۰ و ۱۹۷۰ برایس دویت این فرمول‌بندی را به نام دنیاهای چندگانه خواند و آن را همه‌گیر کرد. رهیافت واهمدوسی به تفسیر مکانیک کوانتومی پس از آن توسعه داده شد و دسته‌ای از تفسیرها را به وجود آورد. این تفسیر هم‌اکنون همراه با تفسیر کپنهاکی و دیگر تفسیرهای واهمدوسانه یکی از مهم‌ترین تعبیرهای مکانیک کوانتومی است.

## آشنایی
به زبان هیو اورت، دستگاه اندازه‌گیری «د» و سیستم کوانتومی «س» یک سیستم ترکیب‌شده را می‌سازند. پیش از اندازه‌گیری، هرکدام در حالت‌های خوش‌تعریف (و البته وابسته به زمان) قرار دارند. اندازه‌گیری به این معنی است که بگذاریم س و د با هم برهم‌کنش کنند. پس از این که س و د برهم‌کنش داشتند، دیگر نمی‌توان آن‌ها را با حالت‌های مستقلی توصیف کرد. به گفتهٔ اِوِرِت، تنها توصیف بامعنی از این وضعیت به کمک حالت‌های نسبی است: مثلاً حالت نسبی س اگر حالت د را بدانیم، یا حالت نسبی د وقتی حالت س را بدانیم.
به زبان دویت، حالت س پس از رشته‌ای از اندازه‌گیری‌ها با برهم‌نهی حالت‌های کوانتومی‌ای به دست می‌آید که هرکدام نمایندهٔ تاریخچهٔ متفاوتی از اندازه‌گیری‌ها روی س هستند.